# Ричі (Монтана)
Ричі (англ. Richey) — місто (англ. town) в США, в окрузі Доусон штату Монтана. Населення — 164 особи (2020).

## Географія
Ричі розташоване за координатами 47°38′39″ пн. ш. 105°4′11″ зх. д. / 47.64417° пн. ш. 105.06972° зх. д. (47.644172, -105.069669).  За даними Бюро перепису населення США в 2010 році місто мало площу 0,63 км², уся площа — суходіл. В 2017 році площа становила 0,67 км², уся площа — суходіл.

## Демографія
Згідно з переписом 2010 року, у місті мешкало 177 осіб у 91 домогосподарстві у складі 51 родини. Густота населення становила 279 осіб/км².  Було 139 помешкань (219/км²).
Расовий склад населення:
| - 100,0 % — білих |

До двох чи більше рас належало 0,0 %. Частка іспаномовних становила 1,1 % від усіх жителів.
За віковим діапазоном населення розподілялося таким чином: 20,3 % — особи молодші 18 років, 53,7 % — особи у віці 18—64 років, 26,0 % — особи у віці 65 років та старші. Медіана віку мешканця становила 49,5 року. На 100 осіб жіночої статі у місті припадало 94,5 чоловіків;  на 100 жінок у віці від 18 років та старших — 95,8 чоловіків також старших 18 років.
Середній дохід на одне домашнє господарство  становив 54 365 доларів США (медіана — 44 688), а середній дохід на одну сім'ю — 78 241 долар (медіана — 71 250). За межею бідності перебувало 15,8 % осіб, у тому числі 12,1 % дітей у віці до 18 років та 11,5 % осіб у віці 65 років та старших.
Цивільне працевлаштоване населення становило 97 осіб. Основні галузі зайнятості: освіта, охорона здоров'я та соціальна допомога — 28,9 %, сільське господарство, лісництво, риболовля — 19,6 %, роздрібна торгівля — 11,3 %, будівництво — 11,3 %.